# Comac
Commercial Aircraft Corporation of China, Ltd. (Comac) (chiń. 中国商用飞机有限责任公司) – chiński państwowy producent samolotów założony 11 maja 2008. Siedziba główna znajduje się w Pudong w Szanghaju. Kapitał zakładowy spółki wynosi 19 mld RMB (2,7 mld USD w maju 2008 r.). Korporacja jest projektantem i konstruktorem dużych samolotów pasażerskich o pojemności ponad 150 pasażerów, starając się zmniejszyć zależność Chin od Boeinga i Airbusa.
Pierwszym samolotem, który został wprowadzony na rynek był Comac ARJ21 opracowany przez China Aviation Industry Corporation I, a następnie Comac C919, który wykonał swój dziewiczy lot w 2017 i wzbudził zainteresowanie chińskich linii lotniczych. C919, który może pomieścić do 168 pasażerów, ma konkurować na rynku samolotów zdominowanym przez Airbusa A320 i Boeinga 737.

## Samoloty
| Flota \| Samolot \| Liczba miejsc \| Lata produkcji komercyjnej \| \| ----------- \| ------------- \| -------------------------- \| \| Comac ARJ21 \| 70-105 \| 2015– \| \| Comac C919 \| 150-190 \| 2021- (planowane) \| \| Comac C929 \| 250-290 \| 2026- (planowane) \| \| Comac C939 \| 390-400 \| (planowane) \| |               |                            |
| Samolot | Liczba miejsc | Lata produkcji komercyjnej |
| Comac ARJ21 | 70-105        | 2015–                      |
| Comac C919 | 150-190       | 2021- (planowane)          |
| Comac C929 | 250-290       | 2026- (planowane)          |
| Comac C939 | 390-400       | (planowane)                |

## Współpraca

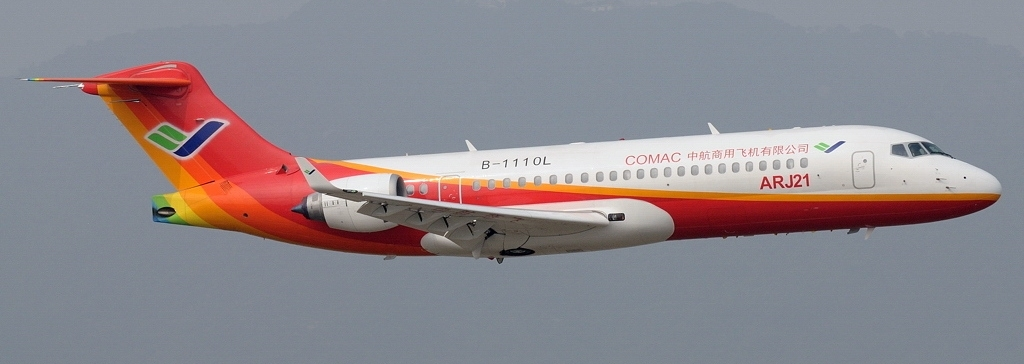
Comac ARJ21

### Bombardier
W dniu 24 marca 2011 Comac i kanadyjska spółka Bombardier podpisały umowę ramową dotyczącą długoterminowej współpracy strategicznej w zakresie samolotów komercyjnych. Intencją jest przełamanie duopolu Airbusa i Boeinga.
W maju 2017 roku Bombardier i Comac rozpoczęli rozmowy na temat inwestycji w biznes samolotów pasażerskich Bombardiera.

### Boeing
23 września 2015 Boeing ogłosił plany uruchomienia linii montażowej Boeinga 737 w Chinach. W obiekcie będą prowadzone prace w ramach malowania powierzchni zewnętrznych i instalowania wnętrz do płatowców zbudowanych w Stanach Zjednoczonych. Zakład joint-venture będzie się znajdował w Zhoushan, w Zhejiang.

### Ryanair
W czerwcu 2011 r. Comac i irlandzkie tanie linie lotnicze Ryanair podpisały porozumienie o współpracy w zakresie rozwoju C919, 200-miejscowego komercyjnego samolotu wąskokadłubowego, który będzie konkurował z Boeingiem 737 i Airbusem A320.
22 maja 2017 utworzona została spółka joint venture China-Russia Commercial Aircraft International Co. Ltd. Ltd. (CRAIC), zainwestowana przez COMAC i rosyjską United Aircraft Corporation (UAC), odpowiedzialna za rozwój komercyjnego samolotu szerokokadłubowego. Badania i prace rozwojowe nad nowym samolotem będą prowadzone w Moskwie, a jego montaż odbędzie się w Szanghaju.